# Vnější Západní Karpaty
Vnější Západní Karpaty jsou geomorfologickou subprovincií Západních Karpat, která se prostírá od Rakouska přes Česko na Slovensko a do Polska. Nejvyšším vrcholem této subprovincie je Babia hora v Oravských Beskydech o výšce 1 725 m n. m.

## Popis

Členění Vnějších Západních Karpat

Podle geomorfologického členění Česka (a Slovenska) se člení na geomorfologické oblasti:
- Jihomoravské Karpaty (v Rakousku jako Österreichisch-Südmährische Karpaten; nejvyšší vrch Děvín 550 m)
- Středomoravské Karpaty (Brdo 587 m)
- Slovensko-moravské Karpaty (Velký Javorník 1072 m)
- Západobeskydské podhůří (polsky Pogórze Zachodniobeskidzkie; Skalka 964 m)
- Západní Beskydy[1] (Lysá hora 1324 m)
- Střední Beskydy[1] (Babia hora 1725 m)
- Východní Beskydy[1] (Minčol 1157 m)
- Polské/Severní Beskydy[1] (Turbacz 1310 m)
- Podholno-magurská oblast (polsky Obniżenie Orawsko-Podhalańskie; Skorušina 1314 m)

Vnější Západní Karpaty jsou tvořeny svrchnokřídovými až oligocenními mořskými uloženinami pískovců a jílovců, v menší míře i slepenců, často s výrazným, mnohonásobně se střídajícím zvrstvením – tedy uloženinami typického flyše. V oblasti Slovenska a Polska se podél jižní hranice jednotky (tj. mezi Vnějšími a Vnitřními Západními Karpatami) táhne takzvané bradlové pásmo, tvořené šupinami jurských a křídových vápenců v mladším slínitém a flyšovém obalu. Bradla jurských vápenců vystupují místy i v Jihomoravských Karpatech (Pavlovské vrchy) nebo Západobeskydském podhůří (u Štramberka).
Na českém území je jednotka nesouvislá, Jihomoravské Karpaty jsou Věstonickou branou odděleny od Středomoravských a ty pak Napajedelskou branou od zbytku.

## Geomorfologické členění
Následující strom obsahuje všechny geomorfologické oblasti, celky, podcelky a okrsky, spadající pod Vnější Západní Karpaty. Strom je generován automaticky z Wikidat.
- Vnější Západní Karpaty (pohoří a geomorfologická subprovincie)  -  Jihomoravské Karpaty (pohoří a geomorfologická oblast)    -  Mikulovská vrchovina (pohoří, geomorfologický celek a vrchovina)      -  Pavlovské vrchy (pohoří, geomorfologický podcelek a vrchovina) • 
      -  Milovická pahorkatina (pohoří, pahorkatina a geomorfologický podcelek) • 

  -  Středomoravské Karpaty (pohoří a geomorfologická oblast)    -  Ždánický les (pohoří, geomorfologický celek a les)      -   Hustopečská pahorkatina (geomorfologický podcelek a pahorkatina)        -  Starovická pahorkatina (geomorfologický okrsek a pahorkatina) • 
        -  Hustopečská sníženina (geomorfologický okrsek a sníženina) • 
        -  Starovičská pahorkatina (geomorfologický okrsek a pahorkatina) • 

      -   Boleradická vrchovina (geomorfologický podcelek a vrchovina)        -  Strážecká pahorkatina (geomorfologický okrsek a pahorkatina) • 
        -  Divácká vrchovina (geomorfologický okrsek a vrchovina) • 
        -  Němčičská vrchovina (geomorfologický okrsek a vrchovina) • 

      -   Dambořická vrchovina (geomorfologický podcelek a vrchovina)        -  Otnická pahorkatina (geomorfologický okrsek a pahorkatina) • 
        -  Uhřická vrchovina (geomorfologický okrsek a vrchovina) • 

    -  Litenčická pahorkatina (pohoří a pahorkatina)      -   Bučovická pahorkatina (geomorfologický podcelek a pahorkatina)        -  Větrnická vrchovina (geomorfologický okrsek a vrchovina) • 
        -  Kučerovská pahorkatina (geomorfologický okrsek a pahorkatina) • 
        -  Tištínská pahorkatina (geomorfologický okrsek a pahorkatina) • 
        -  Dřínovská pahorkatina (geomorfologický okrsek a pahorkatina) • 
        -  Brankovická pahorkatina (geomorfologický okrsek a pahorkatina) • 

      -  Orlovická vrchovina (geomorfologický podcelek a vrchovina)        -  Lhotská vrchovina (geomorfologický okrsek a vrchovina) • 
        -  Zdislavská vrchovina (geomorfologický okrsek a vrchovina) • 
        -  Medlovská vrchovina (geomorfologický okrsek a vrchovina) • 

      -   Zdounecká brázda (geomorfologický podcelek a brázda)        -  Roštínská brázda (geomorfologický okrsek a brázda) • 
        -  Jarohněvická brázda (geomorfologický okrsek a brázda) • 

    -  Chřiby (pohoří, geomorfologický celek a vrchovina)      -   Stupavská vrchovina (geomorfologický celek a vrchovina)        -  Chřibské hřbety (geomorfologický okrsek a hřbet) • 
        -  Jankovická vrchovina (geomorfologický okrsek a vrchovina) • 

      -   Halenkovická vrchovina (geomorfologický podcelek a vrchovina)        -  Slameňácká vrchovina (geomorfologický okrsek a vrchovina) • 
        -  Kostelanská vrchovina (geomorfologický okrsek a vrchovina) • 

    -  Kyjovská pahorkatina (pohoří, pahorkatina a geomorfologický celek)      -   Mutěnická pahorkatina (geomorfologický podcelek a pahorkatina)        -  Krumvířská pahorkatina (geomorfologický okrsek a pahorkatina) • 
        -  Žádovická pahorkatina (geomorfologický okrsek a pahorkatina) • 
        -  Šardická pahorkatina (geomorfologický okrsek a pahorkatina) • 
        -  Čejčská kotlina (geomorfologický okrsek a kotlina) • 

      -  Věteřovská vrchovina (geomorfologický podcelek a vrchovina) • 
      -  Vážanská vrchovina (geomorfologický podcelek a vrchovina) • 
      -  Kudlovická pahorkatina (geomorfologický podcelek a pahorkatina) • 

  -  Slovensko-moravské Karpaty (pohoří a geomorfologická oblast)    -  Vizovická vrchovina (pohoří, geomorfologický celek a vrchovina)      -  Fryštácká brázda (geomorfologický podcelek a brázda) • 
      -   Zlínská vrchovina (geomorfologický podcelek a vrchovina)        -  Tlumačovské vrchy (geomorfologický okrsek a vrchovina) • 
        -  Mladcovská vrchovina (geomorfologický okrsek a vrchovina) • 
        -  Všeminská vrchovina (geomorfologický okrsek a vrchovina) • 
        -  Rakovská pahorkatina (geomorfologický okrsek a pahorkatina) • 
        -  Seninecká vrchovina (geomorfologický okrsek a vrchovina) • 
        -  Vizovická kotlina (geomorfologický okrsek a kotlina) • 
        -  Kudlovská vrchovina (geomorfologický okrsek a vrchovina) • 
        -  Napajedelská pahorkatina (geomorfologický okrsek a pahorkatina) • 
        -  Dřevnická niva (geomorfologický okrsek a údolní niva) • 

      -   Komonecká hornatina (geomorfologický podcelek a hornatina)        -  Rysovský hřbet (geomorfologický okrsek a hřbet) • 
        -  Klášťovský hřbet (geomorfologický okrsek a hřbet) • 

      -   Luhačovická vrchovina (geomorfologický podcelek a vrchovina)        -  Pozlovická brázda (geomorfologický okrsek a brázda) • 
        -  Drnovická pahorkatina (geomorfologický okrsek a pahorkatina) • 
        -  Lačnovská vrchovina (geomorfologický okrsek a vrchovina) • 
        -  Olšavsko-vlárská brázda (geomorfologický okrsek a brázda) • 
        -  Haluzická vrchovina (geomorfologický okrsek a vrchovina) • 

      -   Hlucká pahorkatina (geomorfologický podcelek a pahorkatina)        -  Prakšická pahorkatina (geomorfologický okrsek a pahorkatina) • 
        -  Nivnická pahorkatina (geomorfologický okrsek a pahorkatina) • 
        -  Bánovský stupeň (geomorfologický okrsek a stupeň) • 
        -  Ordějovská kotlina (geomorfologický okrsek a kotlina) • 
        -  Boršická pahorkatina (geomorfologický okrsek a pahorkatina) • 
        -  Kuželovská kotlina (geomorfologický okrsek a kotlina) • 
        -  Kněždubská kotlina (geomorfologický okrsek a kotlina) • 
        -  Vnorovská plošina (geomorfologický okrsek a plošina) • 
        -  Hlucká kotlina (geomorfologický okrsek a kotlina) • 
        -  Vlčnovská pahorkatina (geomorfologický okrsek a pahorkatina) • 
        -  Uherskobrodská kotlina (geomorfologický okrsek a kotlina) • 
        -  Olšavská niva (geomorfologický okrsek a údolní niva) • 

    -  Bílé Karpaty (pohoří a geomorfologický celek)      -   Žalostinská vrchovina (geomorfologický podcelek a vrchovina)        -  Šumárnický hřbet (geomorfologický okrsek a hřbet) • 
        -  Vrbovecká brázda (geomorfologický okrsek a brázda) • 
        -  Radějovská vrchovina (geomorfologický okrsek a vrchovina) • 
        -  Sudoměřický stupeň (geomorfologický okrsek a stupeň) • 

      -  Javořinská hornatina (geomorfologický podcelek, hornatina a pohoří)        -  Suchovská vrchovina (geomorfologický okrsek a vrchovina) • 
        -  Javořinský hřbet (geomorfologický okrsek a hřbet) • 
        -  Brestovecká vrchovina (geomorfologický okrsek a vrchovina) • 

      -  Straňanská kotlina (geomorfologický podcelek a kotlina) • 
      -   Lopenická hornatina (geomorfologický podcelek a hornatina)        -  Komeňská vrchovina (geomorfologický okrsek a vrchovina) • 
        -  Vyškovecká hornatina (geomorfologický okrsek a hornatina) • 
        -  Starohrozenkovská hornatina (geomorfologický okrsek a hornatina) • 

      -   Chmeľovská hornatina (geomorfologický podcelek a hornatina)        -  Študlovská hornatina (geomorfologický okrsek a hornatina) • 
        -  Bylnická kotlina (geomorfologický okrsek a kotlina) • 
        -  Vlárská hornatina (geomorfologický okrsek a hornatina) • 

    -  Javorníky (pohoří a geomorfologický celek)      -   Ráztocká hornatina (geomorfologický podcelek a hornatina)        -  Veřečenská pahorkatina (geomorfologický okrsek a pahorkatina) • 
        -  Karlovická vrchovina (geomorfologický okrsek a vrchovina) • 
        -  Javornický hřbet (geomorfologický okrsek a hřbet) • 
        -  Luženská vrchovina (geomorfologický okrsek a vrchovina) • 

      -   Pulčínská hornatina (geomorfologický podcelek a hornatina)        -  Zděchovská kotlina (geomorfologický okrsek a kotlina) • 
        -  Makytská hornatina (geomorfologický okrsek a hornatina) • 
        -  Strelenecká vrchovina (geomorfologický okrsek a vrchovina) • 

  -  Západobeskydské podhůří (geomorfologická oblast a podhůří)    -  Podbeskydská pahorkatina (geomorfologický celek, pahorkatina a pohoří)      -  Kelčská pahorkatina (geomorfologický podcelek a pahorkatina)        -  Tučínská pahorkatina (geomorfologický okrsek a pahorkatina) • 
        -  Vítonická pahorkatina (geomorfologický okrsek a pahorkatina) • 
        -  Němetická pahorkatina (geomorfologický okrsek a pahorkatina) • 
        -  Provodovický hřbet (geomorfologický okrsek a hřbet) • 
        -  Loučská brázda (geomorfologický okrsek a brázda) • 
        -  Jankovická brázda (geomorfologický okrsek a brázda) • 
        -  Pacetlucká pahorkatina (geomorfologický okrsek a pahorkatina) • 

      -  Maleník (pohoří a geomorfologický podcelek) • 
      -  Příborská pahorkatina (geomorfologický podcelek a pahorkatina)        -  Hluzovská pahorkatina (geomorfologický okrsek a pahorkatina) • 
        -  Palačovská brázda (geomorfologický okrsek a brázda) • 
        -  Novojičínská pahorkatina (geomorfologický okrsek a pahorkatina) • 
        -  Libhošťská pahorkatina (geomorfologický okrsek a pahorkatina) • 
        -  Staříčská pahorkatina (geomorfologický okrsek a pahorkatina) • 
        -  Palkovické podhůří (geomorfologický okrsek a podhůří) • 
        -  Středobečevská niva (geomorfologický okrsek a údolní niva) • 
        -  Helštýnská vrchovina (geomorfologický okrsek a vrchovina) • 

      -  Štramberská vrchovina (geomorfologický podcelek a vrchovina)        -  Palkovické hůrky (pohoří a geomorfologický okrsek) • 
        -  Metylovická pahorkatina (geomorfologický okrsek, pahorkatina a vrchovina) • 
        -  Ondřejník (geomorfologický okrsek a hřbet) • 
        -  Kozlovická kotlina (geomorfologický okrsek a kotlina) • 
        -  Měrkovická pahorkatina (geomorfologický okrsek a pahorkatina) • 
        -  Šostýnské vrchy (geomorfologický okrsek a vrchovina) • 
        -  Ženklavská kotlina (geomorfologický okrsek a kotlina) • 
        -  Libotínské vrchy (geomorfologický okrsek a vrchovina) • 
        -  Petřkovické vrchy (geomorfologický okrsek a vrchovina) • 

      -  Frenštátská brázda (geomorfologický podcelek a brázda)        -  Lysohorské podhůří (geomorfologický okrsek a podhůří) • 
        -  Radhošťské podhůří (geomorfologický okrsek a podhůří) • 
        -  Veřovická brázda (geomorfologický okrsek a brázda) • 

      -   Třinecká brázda (geomorfologický podcelek a brázda)        -  Frýdecká pahorkatina (geomorfologický okrsek a pahorkatina) • 
        -  Ropická plošina (geomorfologický okrsek a plošina) • 

      -  Těšínská pahorkatina (geomorfologický podcelek a pahorkatina)        -  Bruzovická pahorkatina (geomorfologický okrsek a pahorkatina) • 
        -  Hornotěrlická pahorkatina (geomorfologický okrsek a pahorkatina) • 
        -  Hornožukovská pahorkatina (geomorfologický okrsek a pahorkatina) • 

  -  Západní Beskydy (pohoří a geomorfologická oblast)    -  Hostýnsko-vsetínská hornatina (pohoří, geomorfologický celek a hornatina)      -  Hostýnské vrchy (pohoří, vrchovina a geomorfologický podcelek)        -  Rusavská hornatina (geomorfologický okrsek a hornatina) • 
        -  Hošťálkovská vrchovina (geomorfologický okrsek a vrchovina) • 
        -  Liptálské hřbety (geomorfologický okrsek a hřbet) • 
        -  Lukovská vrchovina (geomorfologický okrsek a vrchovina) • 

      -  Vsetínské vrchy (pohoří, vrchovina a geomorfologický podcelek)        -  Valašskobystřická vrchovina (geomorfologický okrsek a vrchovina) • 
        -  Soláňský hřbet (geomorfologický okrsek a hřbet) • 
        -  Hornobečevská vrchovina (geomorfologický okrsek a vrchovina) • 
        -  Vsetínskobečevská niva (geomorfologický okrsek a údolní niva) • 

    -  Rožnovská brázda (údolí, brázda a geomorfologický celek)      -  Vigantická pahorkatina (geomorfologický okrsek a pahorkatina) • 
      -  Zašovská pahorkatina (geomorfologický okrsek a pahorkatina) • 

    -  Moravskoslezské Beskydy (pohoří a geomorfologický celek)      -  Radhošťská hornatina (geomorfologický podcelek a hornatina)        -  Hodslavický Javorník (geomorfologický okrsek) • 
        -  Radhošťský hřbet (geomorfologický okrsek a hřbet) • 
        -  Mezivodská vrchovina (geomorfologický okrsek a vrchovina) • 

      -   Lysohorská hornatina (geomorfologický podcelek a hornatina)        -  Ropická rozsocha (geomorfologický okrsek a rozsocha) • 
        -  Zadní hory (geomorfologický okrsek, pohoří a hornatina) • 
        -  Lysohorská rozsocha (geomorfologický okrsek a rozsocha) • 

      -  Klokočovská hornatina (geomorfologický podcelek a hornatina) • 

    -  Jablunkovská brázda (sníženina, brázda a geomorfologický celek)      -  Náveská pahorkatina (geomorfologický okrsek a pahorkatina) • 
      -  Milíkovská plošina (geomorfologický okrsek a plošina) • 

    -  Slezské Beskydy (pohoří a geomorfologický celek)      -   Čantoryjská hornatina (geomorfologický podcelek a hornatina)        -  Nýdecká vrchovina (geomorfologický okrsek a vrchovina) • 
        -  Čantoryjský hřbet (geomorfologický okrsek a hřbet) • 

    -  Jablunkovské mezihoří (pohoří a geomorfologický celek) • 

  -  Stredné Beskydy (pohoří) • 
  -  Podhôľno-magurská oblast (pohoří) • 
  -  Východné Beskydy (pohoří) •